# 일제강점기의 해양 사고
일제강점기에는 매년 크고 작은 해양 사고가 발생하였다. 다음은 일제강점기 한반도 연해에서 일어난 해양 사고의 목록이다. (사망 또는 행방불명자 10인 이상을 등록 기준으로 한다.)

## 1920년대
보도에 의하면, 1923년 한해 모두 1,023척이 조난되었다. 도별로는 경기도가 가장 많고, 월별로는 8월이 가장 많았다. 1923년 1년간 해양 사고로 524명이 사망하였으며, 449명이 행방불명되었다.
| 발생년도 월 일  | 발생시각   | 선호 선주                | 톤수 선령 | 사고지점 운행구간 | 정원/선원 승선인원 | 구조 사망 / 행방불명 | 사고 원인      | 수사기관     | 특이사항                        |
| --------------- | ---------- | ------------------------ | --------- | ----------------- | ------------------ | -------------------- | -------------- | ------------ | ------------------------------- |
| 1923년 4월 12일 | 22시 이후  | 어선 110여 척            |           | 영일만            |                    | 69명 / 355명         | 돌풍 파도      |              | 항구에 피신 중에 폭풍으로 침몰  |
| 1923년 11월 1일 | 3시 30분경 | 진주환호 조선우선회사    | 177톤     | 명천 쌍포 남쪽    |                    | 약 40명 실종         | 충돌           |              | 우편선. 10분만에 침몰           |
| 1924년 6월 10일 | 13시경     | 어선 5척                 |           | 원산 부근         |                    | 10여 명 실종         | 폭풍           | 원산경찰서   |                                 |
| 1926년 12월 6일 |            | 어선 6척                 |           | 목포 부근         |                    | 35명 실종            | 폭풍 파도      |              | 조선인과 일본인 포함            |
| 1927년 4월 11일 | 12시 10분  | 제3진해환호 진해기선회사 | 16톤      | 진해 부근         | 약 240명 승선      | 25명 / 7명 추정      | 승무원 실수    | 부산지방법원 | 종선을 분리하다가 전복          |
| 1927년 4월 20일 | 12시경     | 천진환호                 | 524톤     | 부산 해운대 부근  |                    | 16명 실종            |                |              | 조선인과 일본인 포함            |
| 1927년 5월 1일  | 21시경     | 속조환호                 | 240톤     | 제주 가파도 부근  | 25명 승선          | 2명 18명 / 5명       | 좌초           |              |                                 |
| 1928년 1월 28일 | 15시경     | 함경환호 조선우선회사    |           | 제주 대포항       | 50명 승선          | 18명 9명 / 23명      | 과적 바람과 비 |              | 종선 침몰. 유족들이 위자료 청구 |
| 1928년 11월 1일 | 13시경     | 어선 50척                |           | 진남포 덕도 부근  | 300여 명 승선      | 300여 명 실종        | 폭풍우         |              | 시신 6구 발견                   |

- 내륙에서 발생한 선박 사고로 1926년 8월 26일 황해도 옹진군 서면 나룻배 전복 사고(사망·실종 26명)[11], 1926년 8월 27일 평안북도 태천군 나룻배 전복 사고(사망·실종 34명)[12], 1929년 4월 12일 충남 당진군 나룻배 전복 사고(사망·실종 15명)[13] 가 있다.

## 1930년대
| 발생년도 월 일       | 발생시각    | 선호 선주                 | 톤수 선령 | 사고지점 운행구간 | 정원/선원 승선인원 | 구조 사망 / 행방불명 | 사고 원인   | 수사기관       | 특이사항                      |
| -------------------- | ----------- | ------------------------- | --------- | ----------------- | ------------------ | -------------------- | ----------- | -------------- | ----------------------------- |
| 1931년 8월 19일      | 19시 이후   | 어선 52척                 |           | 전남 무안 부근    |                    | 464명 10명 / 289명   | 폭우        |                | 전국적으로 피해               |
| 1932년 9월 2일       | 1시 이후    | 어선 3척 원산수저망위원회 |           | 호도 부근         | 12명 승선          | 12명 실종            | 폭풍우      |                | 어선                          |
| 1933년 10월 23일     | 20시경      | 현어환                    |           | 해주 형제도 부근  |                    | 2명 2명 / 8명        | 폭풍        |                | 어선                          |
| 1934년 1월 21일      | 14시경      | '미요시'환                |           | 해주 형제도 부근  |                    | 12명 실종            | 폭풍        |                |                               |
| 1934년 6월 2일       |             | 어선 264척                |           | 연평도 부근       |                    | 12명 / 9명           | 폭풍우      |                | 어부 1,900명 조난             |
| 1934년 11월 18일     | 오후        | 범선                      |           | 다대포 어구       | 54명 승선          | 25명 29명 실종       | 폭풍우      | 부산수상경찰서 | 밀항선 3명 구조 후 도주       |
| 1935년 5월 6일 이후  |             | 이용환                    |           | 함남 마양도 부근  | 10명 승선          | 4명 / 6명            |             |                | 어선                          |
| 1936년 3월 14일 이전 |             | 발동기                    |           | 영일 구만동 부근  | 12명 승선          | 12명 실종            |             |                | 나뭇조각 발견                 |
| 1936년 10월 2일      | 20시 30분경 | 녹도환 인천기선회사       | 28톤      | 인천 팔미도 부근  | 71명 7명 / 64명    | 10명 50명 / 11명     | 풍랑        | 해원심판소 외  |                               |
| 1937년 8월 13일      |             | 화물기선                  |           | 함남 서호진 부근  | 20명 승선          | 20명 실종            | 화재        |                |                               |
| 1938년 3월 19일      | 18시경      | 해룡환 인천환성           | 45톤      | 서산 황금산 부근  | 30명 승선          | 14명 2명 / 14명      | 안개로 좌초 |                | 발동기선                      |
| 1939년 9월 30일      | 17시경      | 어선                      |           | 광양 섬진강 입구  | 27명 승선          | 13명 10명 / 4명      | 과적 파도   |                | 유가족들이 사공을 상대로 고소 |

- 내륙에서 발생한 선박 사고로 1931년 4월 28일의 김포 발동기선 전복 사고(사망·실종 20여 명)[26], 1934년 8월 31일의 대고산(압록강) 대안환호 침몰 사고(사망·실종 148명), 1937년 9월 18일의 압록강 웅비환호 침몰 사고(사망·실종 15명)[27] 가 있다.

## 1940년대
1934년의 밀항선 침몰 사고에 이어 1940년에도 100명이 넘게 실종된 밀항선 침몰 사고가 있었다.
| 발생년도 월 일  | 발생시각 | 선호 선주 | 톤수 선령 | 사고지점 운행구간 | 정원/선원 승선인원 | 구조 사망 / 행방불명 | 사고 원인 | 수사기관 | 특이사항                 |
| --------------- | -------- | --------- | --------- | ----------------- | ------------------ | -------------------- | --------- | -------- | ------------------------ |
| 1940년 1월 6일  | 5시 이후 | 지영환    | 10톤      | 대마도 부근       | 145명 승선         | 15명 / 130명         | 전복      |          | 밀항선 선장, 브로커 실종 |
| 1940년 3월 14일 | 15시경   | 여항산환  | 16톤      | 통영 돈지리 부근  | 43명 59명          | 15명 42명 / 2명      | 과적 파도 |          | 순항선                   |

## 같이 보기
- 대한민국의 해양 사고